# 板井駅
板井駅（いたいえき）は、かつて新潟県西蒲原郡黒埼町大字板井（現新潟市西区板井）にあった新潟交通電車線の駅。

## 概要
片側一面単式ホーム。開放型の待合室のある無人駅であった。

## 歴史
- 1933年（昭和8年）4月1日 - 鉄道線東関屋駅 - 白根駅間開業と同時に新潟電鉄の駅として開業。
- 1944年（昭和19年）3月20日 - 新潟交通の発足により同社の駅となる。
- 1977年（昭和52年）11月末 - 乗車券販売委託が解消されて無人駅になる[1]。
- 1999年（平成11年）4月5日 - 新潟交通電車線東関屋駅 - 月潟駅間廃線により廃駅となる。

## 駅跡
現在は駅施設が全て撤去されている。
| 板井駅跡地。駅舎は早期に取り壊されたがホームなどが残っていた。七穂側を望む。（2007年11月17日） |  | ホーム撤去後。敷地の形をした盛り土が残る。（2012年6月5日） |  | 整備され駅跡が分からなくなった。（2016年4月5日） |
| 板井駅跡地。駅舎は早期に取り壊されたがホームなどが残っていた。七穂側を望む。（2007年11月17日） |  | ホーム撤去後。敷地の形をした盛り土が残る。（2012年6月5日） |  | 整備され駅跡が分からなくなった。（2016年4月5日） |

## 隣の駅
新潟交通
電車線
木場駅 - 板井駅 - 七穂駅